# Депозитарна діяльність
Депозита́рна дія́льність — діяльність професійних учасників депозитарної системи України та Національного банку України щодо надання послуг із зберігання та обліку цінних паперів, обліку і обслуговування набуття, припинення та переходу прав на цінні папери і прав за цінними паперами та обмежень прав на цінні папери на рахунках у цінних паперах депозитарних установ, емітентів, депозитаріїв-кореспондентів, осіб, які провадять клірингову діяльність, Розрахункового центру з обслуговування договорів на фінансових ринках (далі — Розрахунковий центр), депонентів, номінальних утримувачів, а також надання інших послуг, які відповідно до цього Закону мають право надавати професійні учасники депозитарної системи України.
Депозитарна установа — юридична особа, що утворюється та функціонує у формі акціонерного товариства або товариства з обмеженою відповідальністю і яка в установленому порядку отримала ліцензію на провадження депозитарної діяльності депозитарної установи, Розрахунковий центр або клірингова установа — при провадженні ними депозитарної діяльності депозитарної установи.

## Види депозитарної діяльності
В Україні можуть провадитися такі види депозитарної діяльності:
1) депозитарна діяльність Центрального депозитарію;
2) депозитарна діяльність Національного банку України;
3) депозитарна діяльність депозитарної установи;
4) діяльність із зберігання активів інститутів спільного інвестування;
5) діяльність із зберігання активів пенсійних фондів.

### Депозитарна діяльність Центрального депозитарію
Провадить діяльність з депозитарного обліку та обслуговування обігу цінних паперів, розміщених в Україні та за її межами, та корпоративних операцій емітента на рахунках у цінних паперах клієнтів відповідно до компетенції щодо обліку цінних паперів, встановленої Законом.
Клієнтами Центрального депозитарію є емітенти, Національний банк України, депозитарні установи, депозитарії-кореспонденти, клірингові установи та Розрахунковий центр.

### Депозитарна діяльність Національного банку України
Діяльність з депозитарного обліку та обслуговування обігу облігацій внутрішніх та зовнішніх державних позик України, цільових облігацій внутрішніх державних позик України, казначейських зобов'язань України, та облігацій місцевих позик, а також боргових цінних паперів, що посвідчують відносини позики органів місцевого самоврядування, які були розміщені за межами України, та обслуговування корпоративних операцій емітента на рахунках у цінних паперах клієнтів у порядку, встановленому Національним банком України за погодженням з Комісією.
Клієнтами Національного банку України є емітент, депозитарні установи, депозитарії-кореспонденти, клірингові установи та Розрахунковий центр.

### Депозитарна діяльність депозитарної установи
Може поєднуватися з діяльністю із зберігання активів інститутів спільного інвестування та зберігання активів пенсійних фондів.
Депозитарна діяльність депозитарної установи може поєднуватися з діяльністю з торгівлі цінними паперами та/або банківською діяльністю за умови провадження таких видів діяльності окремими структурними підрозділами депозитарної установи в порядку, встановленому Комісією.
Депозитарна діяльність депозитарної установи є виключним видом діяльності, крім її поєднання з іншими видами діяльності у випадках, передбачених вище.
Депозитарна діяльність провадиться депозитарною установою на підставі ліцензії, що видається Комісією в порядку, встановленому законодавством.